# Reutersiedlung

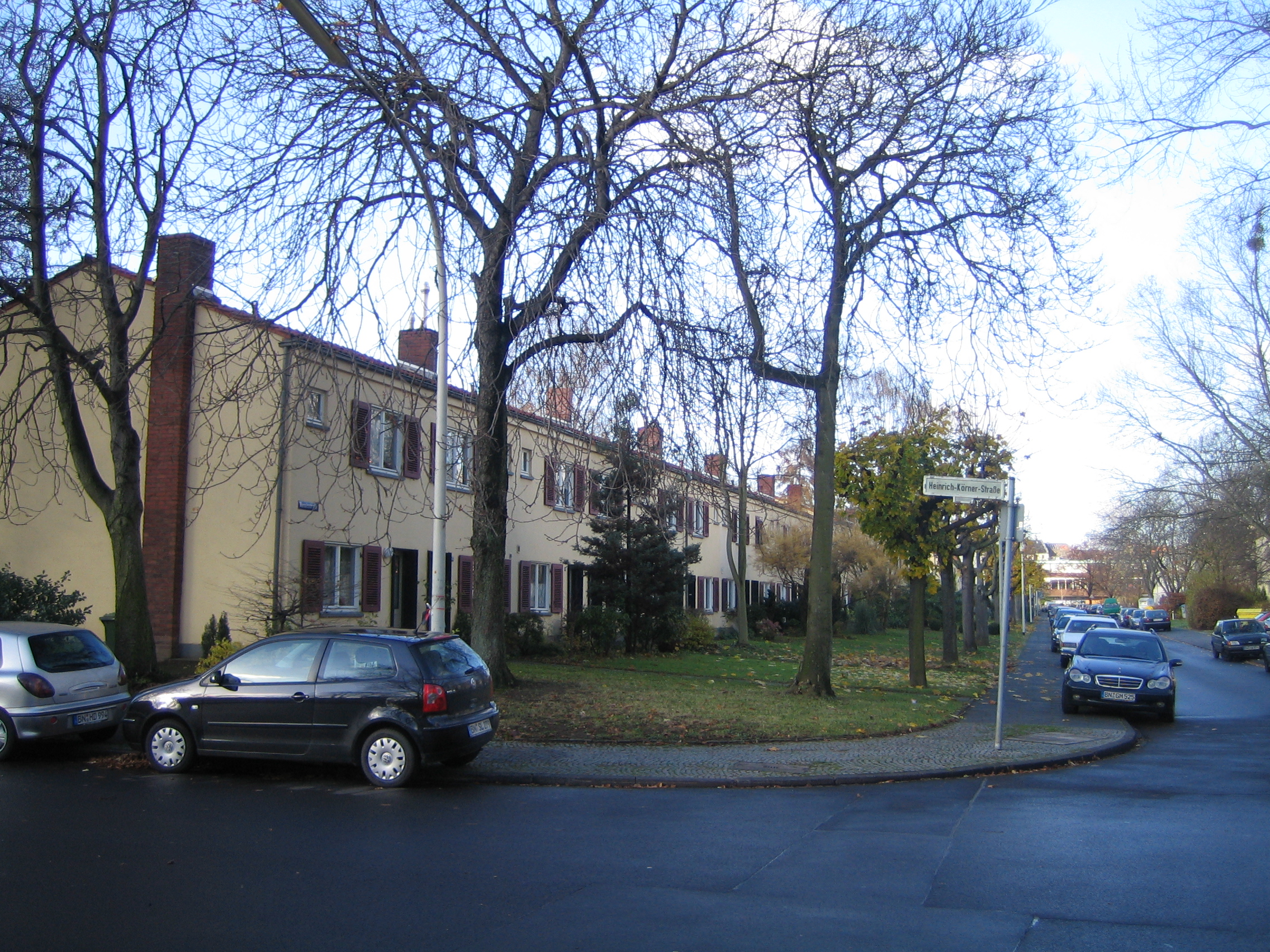
Blick auf die Renoisstraße (vom „Ledigenheim“ aus gesehen)

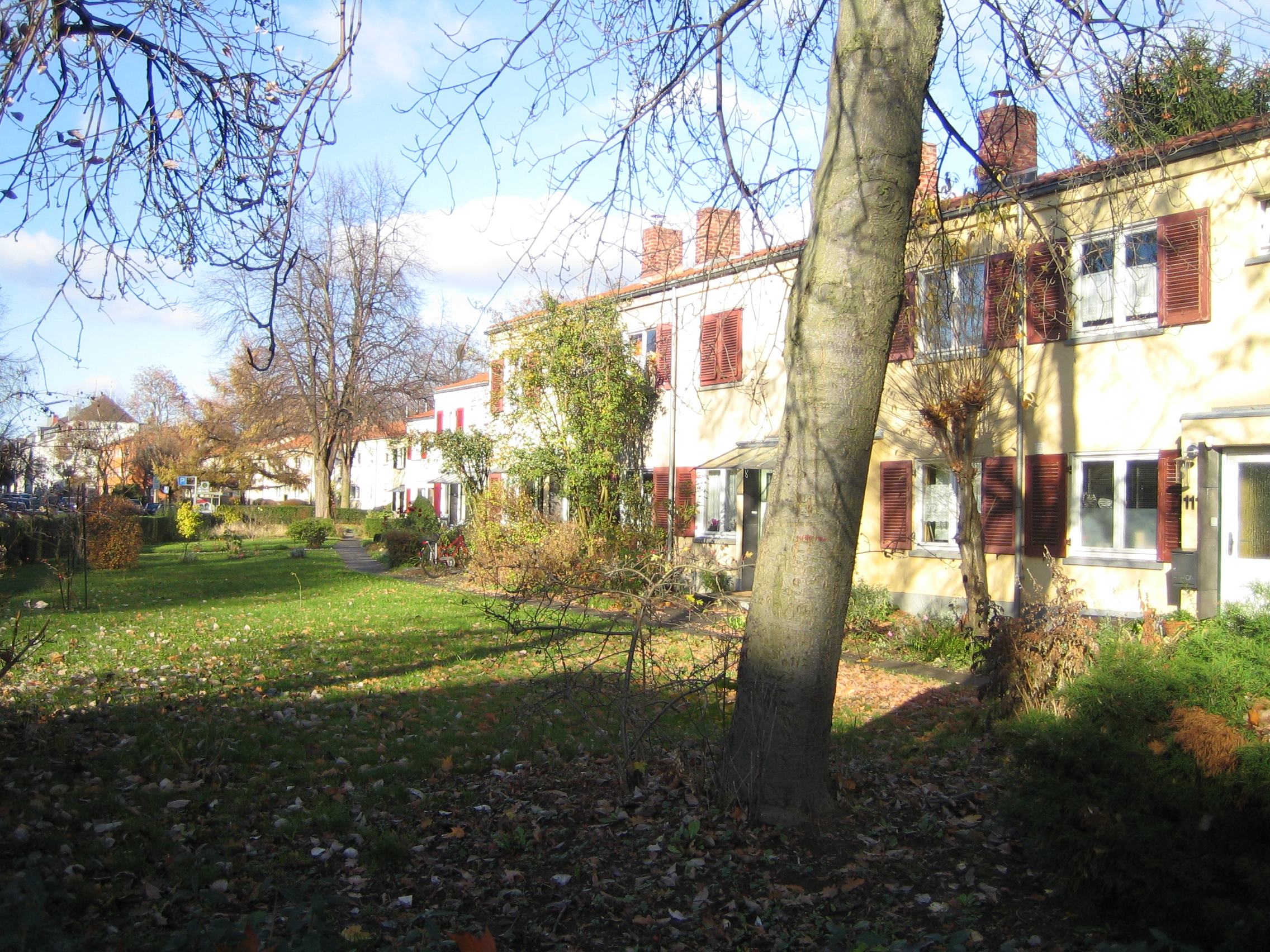
Beispiel einer Wohnbebauung

Die Reutersiedlung in Bonn war die erste Siedlung für Mitarbeiter der Bundesverwaltung, die nach der Wahl Bonns zum Regierungssitz der Bundesrepublik Deutschland 1949 errichtet wurde. Sie liegt am Rande des Ortsteils Kessenich.

## Lage
Die Reutersiedlung erstreckt sich zwischen der Reuterstraße auf der Nordseite und der Luisenstraße auf der Südseite. Im Westen wird die Siedlung durch die Renoisstraße und im Osten durch den Bonner Talweg begrenzt.

## Geschichte
Ab September 1948 galt Bonn als möglicher Kandidat für eine künftige Bundeshauptstadt. Auf der Suche nach geeigneten Flächen für die in diesem Falle benötigten Wohnungen verfiel man auf das Kleingartengelände zwischen Bonner Talweg und Reuterstraße. Die Stadt Bonn stellte das Grundstück zur Verfügung und das Land Nordrhein-Westfalen finanzierte den Wohnungsbau. Auf Veranlassung des nordrhein-westfälischen Innenministers Walter Menzel erhielt der Architekt Max Taut den Auftrag für die Reutersiedlung. Die Siedlung entstand in den Jahren 1949 bis 1952 nach den Plänen Tauts sowie des Gartenarchitekten Heinrich Raderschall. Der erste Spatenstich wurde am 4. April 1949 vorgenommen, noch vor der offiziellen Baugenehmigung. Zusätzlich wohnberechtigt waren auch Politiker sowie in Bonn akkreditierte Journalisten. Die im Rahmen des Siedlungsbaus neu entstandenen Straßen wurden auf Beschluss des Bonner Stadtrats vom 5. August 1949 nach Clemens August Graf von Galen, Heinrich Körner und Otto Renois benannt.
Die Planung bestand aus eingeschossigen Einfamilienreihenhäusern, zwei- und dreigeschossigen Mehrfamilienhäusern, sowie einem sechsgeschossigen „Ledigenheim“ mit 72 Appartements und Ladenlokalen im Erdgeschoss, dem sogenannten „Hochhaus“ (Graf-Galen-Straße 1a–d). Auch eine Garagenanlage und ein Waschhaus gehörten dazu. Die erwartete soziologische Struktur der Mieter wird durch die Gebäude- und Grundrisstypen wiedergegeben. Die Anordnung der Siedlung um das dominierende Ledigenheim herum hält die Sicht auf den Venusberg frei und hat eine Besonnung und Belüftung aller Gebäude zum Ziel.
2008 wurde die mittlerweile denkmalgeschützte Siedlung teilweise saniert und von der Landesentwicklungsgesellschaft (LEG) an den US-amerikanischen Hedgefonds Whitehall verkauft. Es handelte sich hierbei um insgesamt ca. 400 Wohnungseinheiten, verteilt auf sechs Straßen.
An den nordwestlichen Teil der Siedlung grenzte die damalige „Paul-Gerhard-Schule“ (heute „Till-Eugenspiegel-Schule“), die von 1957 bis 1959 nach den Entwürfen von Ernst van Dorp im Franz-Schuster-System entstand und im Zuge der Gebietsreform 1969 umbenannt werden musste. In dieser sind je zwei doppelseitig belichtete Klassenräume an mehrere Treppenhäuser angeschlossen. Die südliche Begrenzung bildet der Bonner Talweg mit den Hausnummern 182 bis 200.

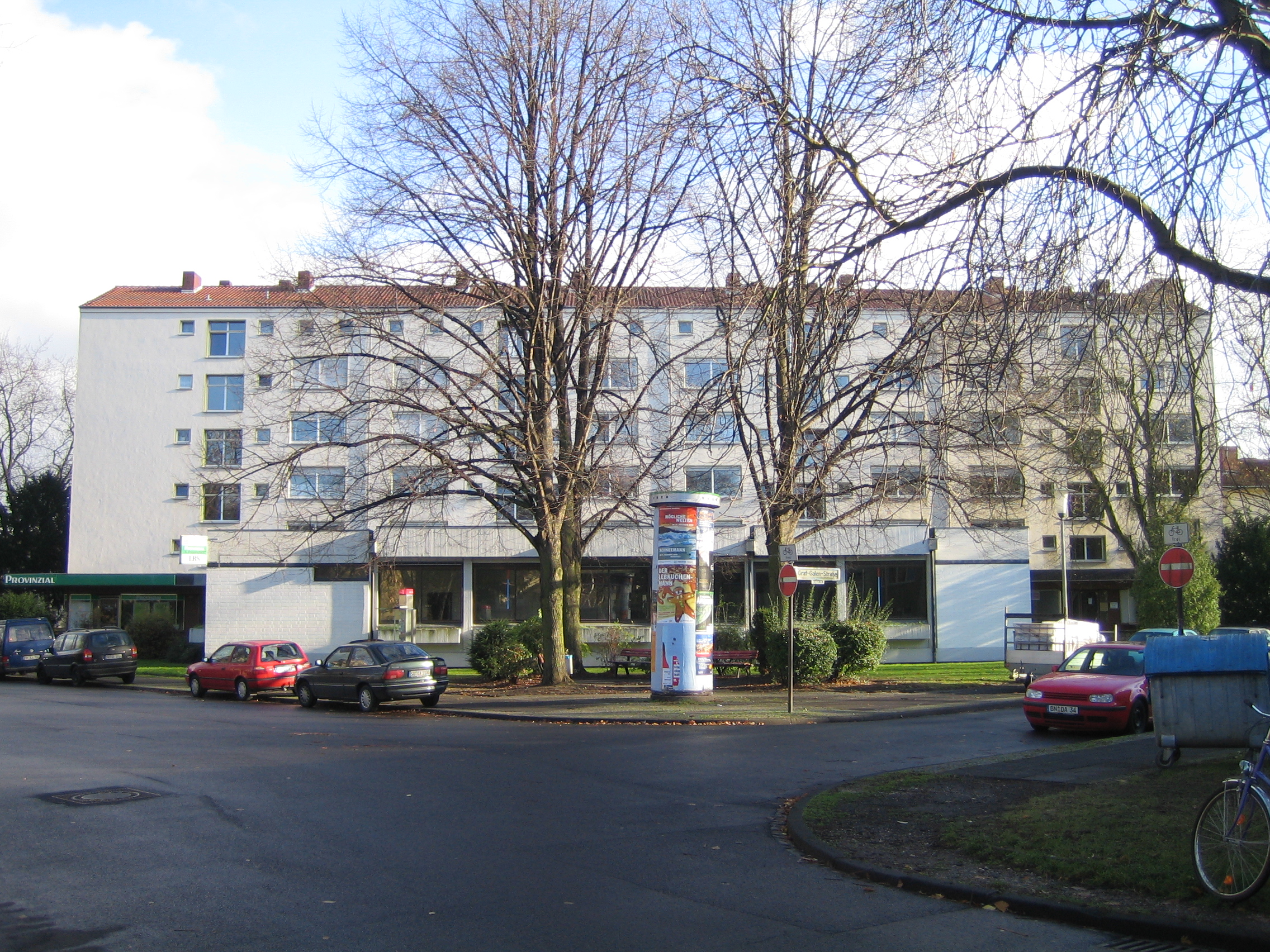
Das „Ledigenheim“ der Reutersiedlung
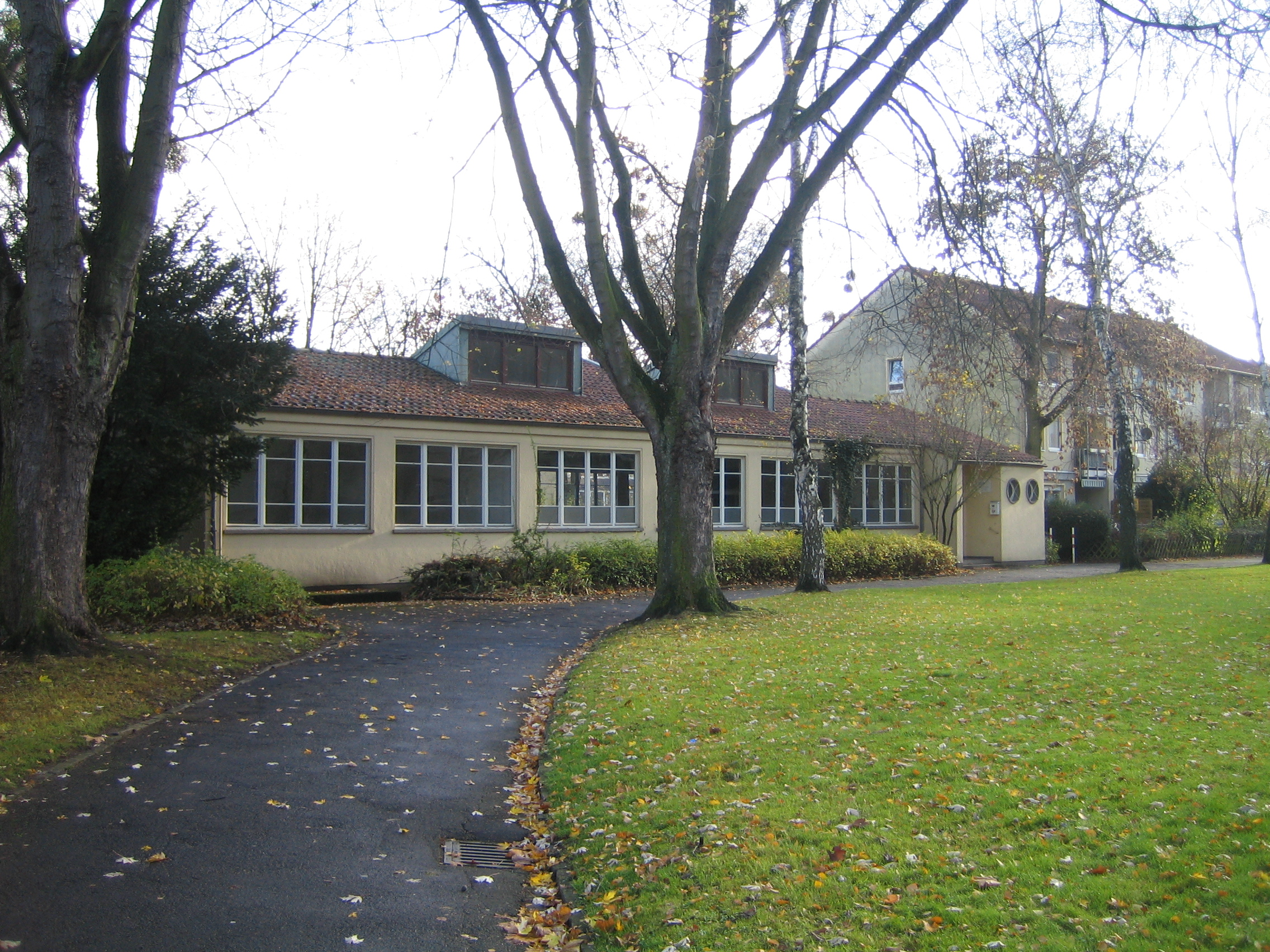
Das Waschhaus, heute nicht mehr in Betrieb
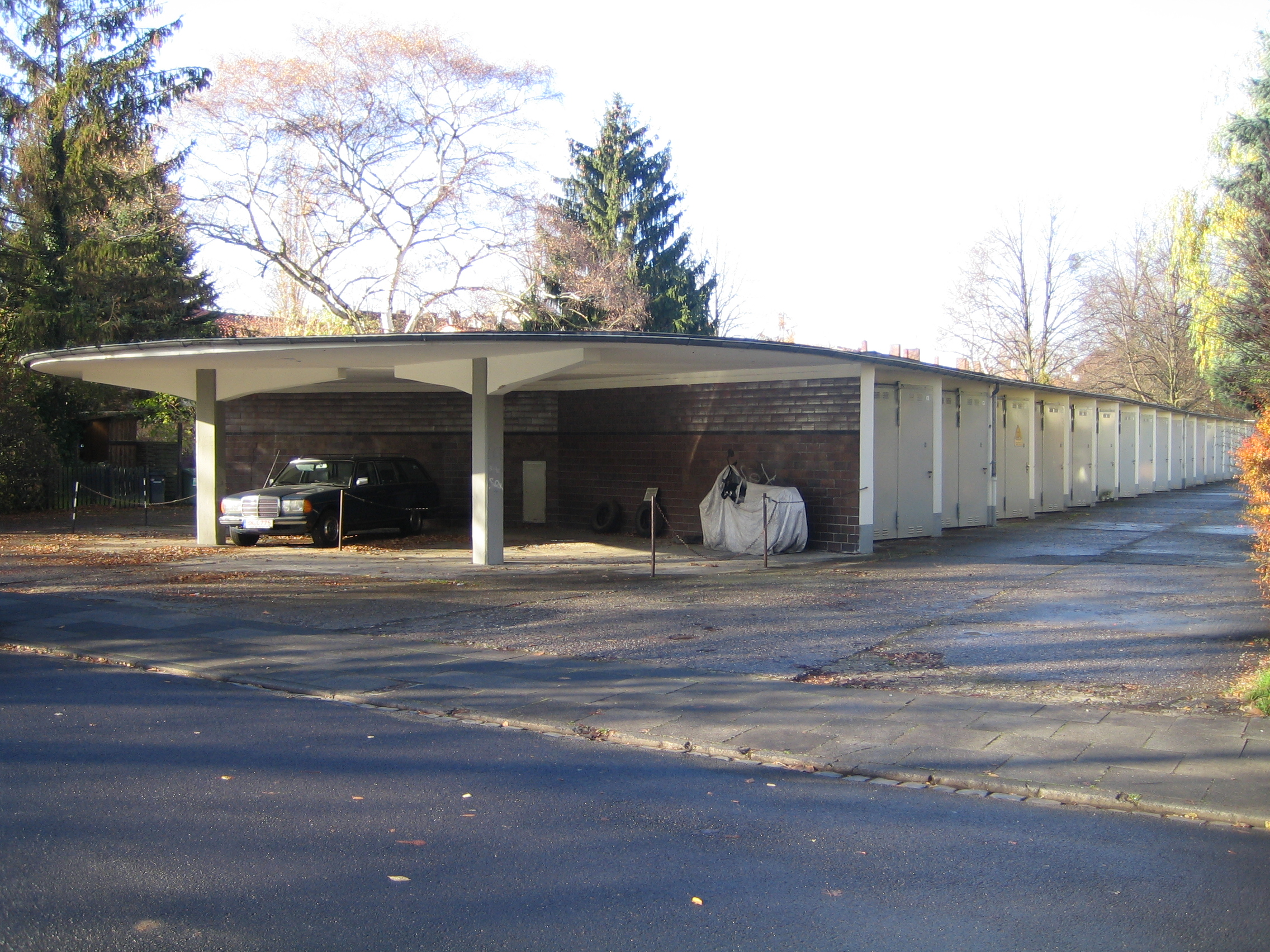
Garagengebäude im Zentrum der Reutersiedlung
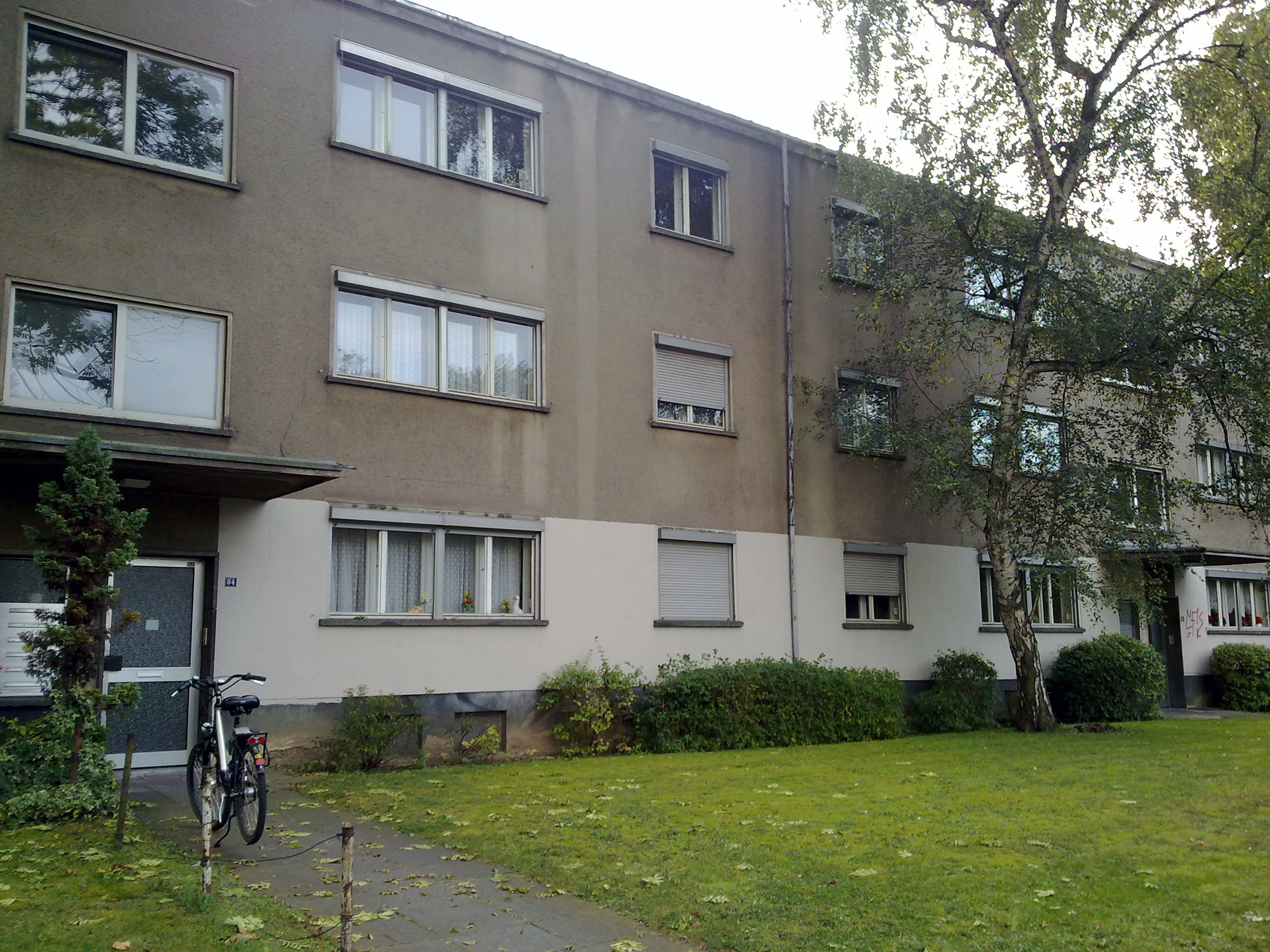
Die Siedlung von der Reuterstraße aus gesehen …
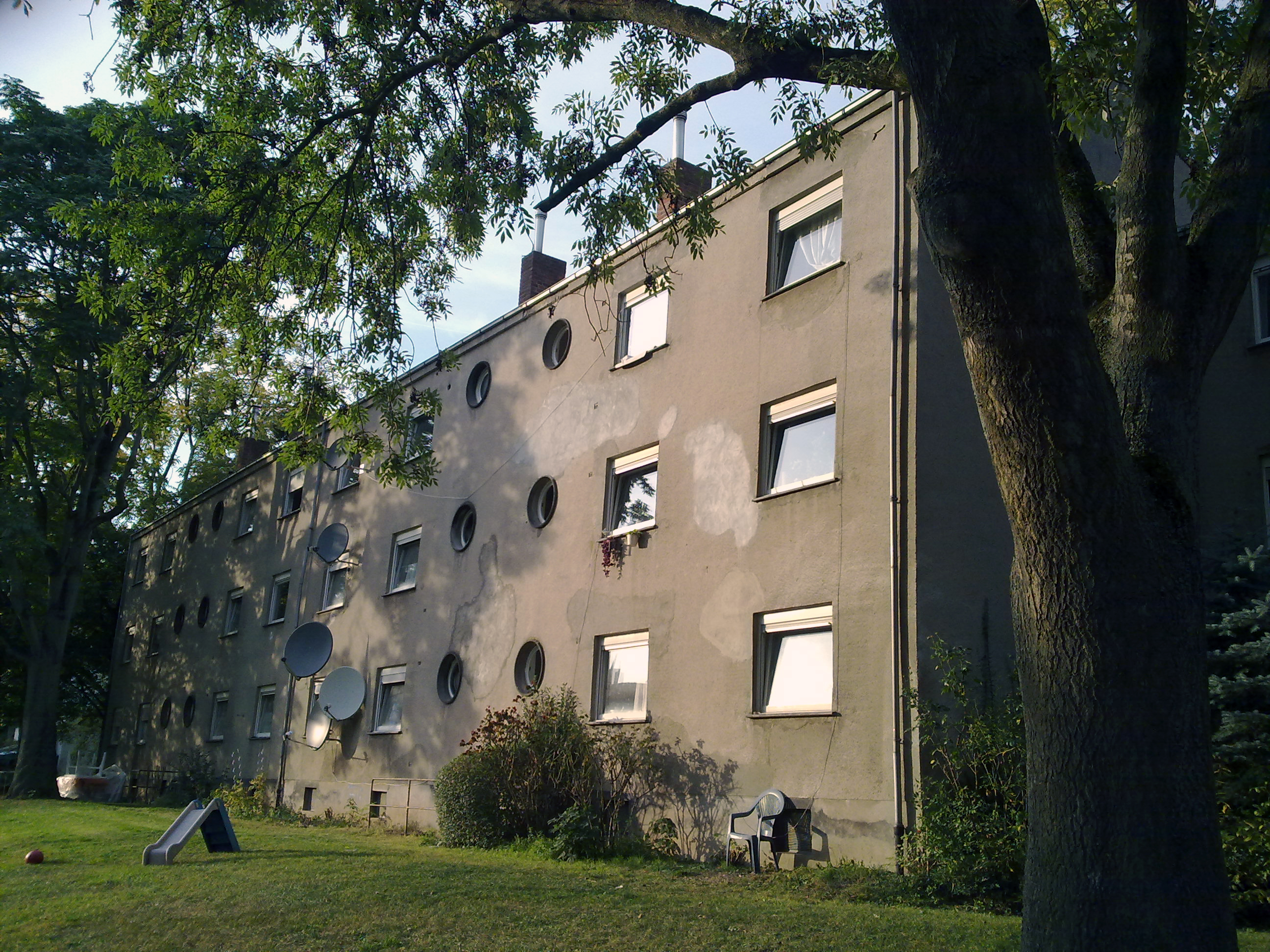
… und vom Innenhof aus fotografiert

## Bekannte Politiker, die in der Siedlung wohnten
- Ludwig Erhard (CDU)
- Fritz Erler (SPD), Graf-Galen-Straße 3
- Egon Franke (SPD), Graf-Galen-Straße 1a (Hochhaus)
- Heinz Frommhold (DRP), Renoisstraße 63
- Gerhard Glogowski (SPD), Renoisstraße 61
- Arthur Grundmann (FDP), Luisenstraße 109
- Walter Hallstein (CDU), Heinrich-Körner-Straße
- Hermann Höcherl (CSU), Graf-Galen-Straße 1a (Hochhaus)
- Max Kukil (SPD)[6]
- Paul Lücke (CDU), Graf-Galen-Straße 1d (Hochhaus)
- Marie-Elisabeth Lüders (FDP)
- Erich Mende (FDP), Renoisstraße 24
- Hans-Joachim von Merkatz (DP/CDU), Heinrich-Körner-Straße
- Alfred Nau (SPD)[6]
- Erich Ollenhauer (SPD)
- Carlo Schmid (SPD), Renoisstraße 22
- Karl Graf von Spreti (CSU), Graf-Galen-Straße 1d (Hochhaus)
- Franz Josef Strauß (CSU), Heinrich-Körner-Straße
- Herbert Wehner (SPD), Renoisstraße 25

## Über die Reutersiedlung
Ernst Goyke, Journalist und langjähriger Chefredakteur der Wochenzeitschrift Das Parlament, schrieb: 

„… der Minister wohnte neben dem Fahrer, der Abgeordnete neben der Sekretärin, der Journalist neben dem Regierungsrat… Man traf sich tagsüber zum Einkauf bei ‚Feinkost Jonas‘ auf der Reuterstraße und abends im ‚Sportpark Restaurant Zöller‘, von allen nur die ‚Kaschemme‘ genannt. Von den Hauptstadtkorrespondenten waren es u. a. Franz Barsig, Johannes Gross, Dieter Gütt, Günter Müggenburg, Hilde Purwin und Carl Schopen.“

Der Journalist und Diplomat Rüdiger von Wechmar erinnerte sich an Walter Hallstein wie folgt:

„Der eingefleischte Junggeselle bewohnte in der Bonner Reutersiedlung zwei kleine Zimmer in einem Flachbau direkt gegenüber meinen Eltern. Von dort konnten wir beobachten, wie er sich seinen Kaffee kochte und sonntags in dem winzigen Garten seine Akten studierte, die er aus einer prallen braunen Aktentasche hervorkramte.“